# Falcunculus
Falcunculus là một chi chim gồm ba loài chim thuộc họ đơn chi Falcunculidae. Các loài này là loài đặc hữu của Úc và sống trong các rừng bạch đàn và rừng thưa.

## Phân loại
Có ba loài được công nhận với các phạm vi sống khác nhau:
- Falcunculus whitei - Campbell, AJ, 1910: Ban đầu được mô tả là một loài riêng biệt. Loài được tìm thấy ở vùng Kimberley (phía tây bắc Australia) và vùng Top End của Lãnh thổ Bắc Úc.
- Falcunculus leucogaster - Gould, 1838: Phân bố rải rác ở tây nam Tây Úc.
- Falcunculus frontatus - (Latham, 1801): Ở đông nam Úc, từ Hạ Đông Nam của Nam Úc, ven biển và trong lưu vực Murray-Darling đến đông nam Queensland, với một số cá thể xuất hiện rải rác xa hơn về phía bắc và phía tây ở Queensland.

## Mô tả
Con đực có chiều dài cánh, trọng lượng và kích thước mỏ lớn hơn con cái. Con đực có họng màu đen, trong khi con cái có họng màu xanh ô liu, và cả hai giới đều có những mảng màu đen và trắng đậm trên mặt.